# Sân vận động Moroni
Sân vận động Moroni (tiếng Pháp: Stade de Moroni) là một sân vận động đa năng ở Moroni, Comoros. Sân hiện được sử dụng chủ yếu cho các trận đấu bóng đá và các môn thi đấu điền kinh. Bên cạnh đó là Sân vận động Beaumer.